# 津轻铁道DD350型柴油机车
津轻铁道DD350型柴油机车（日语：／ Tsugaru Tetsudō DD350-gata Dīzeru Kikansha）是津轻铁道的柴油机车車型，共有兩輛，分別製造於1957年與1959年。

## 概述
本型車是由新潟鐵工所製造的35噸級標準型柴油機車，為DD350DSS型，駕駛室位於車體中央，採液體傳動，与茨城交通102号、103号車屬於同系列，与日本国家铁路DD11型内燃机车 同等級。1957 年製造的DD351號裝有两台DMH17BX引擎，1959年製造的DD352號則為L6FH14AS引擎，出力由每台发动机180 PS提升為220 PS。两台机车的動輪均为连杆驱动至2013 年3 月底，這兩輛車與關東鐵道的DD502號車是日本僅剩的连杆驱动柴油机车。 1988年，DD351的更新引擎为DMH17C，DD352則換為6L13LS。

## 历史
| 車號  | 製造       | 引擎更新  |
| ----- | ---------- | --------- |
| DD351 | 1957年12月 | 1988年2月 |
| DD352 | 1959年11月 | 1988年2月 |

## 運用

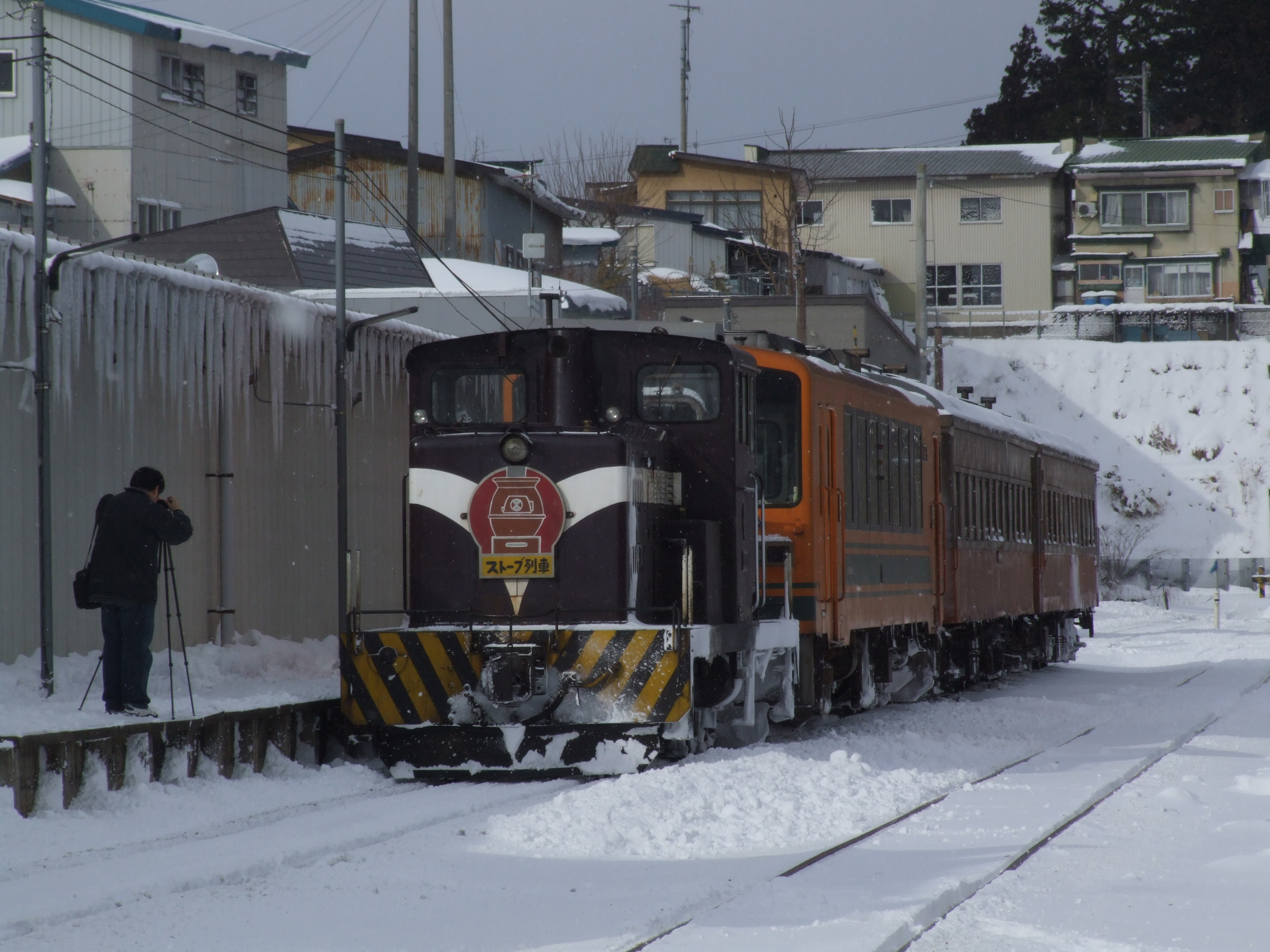
與柴聯車一起運轉的暖炉列车

津轻铁道尚有貨運服務时，DD352號主要用于客货混合列车，DD351號则用于旅客列车。由于DD350型机车無法提供暖氣，冬季時所牵引的客车都配有暖爐。這兩部機車也用于除雪列车。
自1984年起停駛貨運列車，这兩部机车只牵引客运列车。DD351於2014年起停用。現在如 DD352 无法使用时就以柴聯車替代機車牽引客車。為了維護暖爐列車車輛，自2007年2月起，搭乘暖爐列車需要購買暖爐列車券；所以列車編組中併有柴聯車以供一般旅客搭乘。

### 書籍
- 加増和彦; 池田光雄. . 保育社. 1983. ISBN 4-586-50604-0.
- 寺田 祐一. . JTBパブリッシング. 2005. ISBN 4-533-06149-4.